# Handformerei
Das Handformen, auch Kunstformen, ist ein Urformverfahren im Gießereiwesen, bei dem unter Verwendung einfacher Werkzeuge wie Sandhaken, Stampfkeil oder Pressluftstampfer der Formstoff, beispielsweise mit einem Bindemittel versehener Quarzsand, um das abzuformende Modell herum im Formkasten per Hand verdichtet wird. Die Berufsbezeichnung lautet Former. Im Gegensatz zum Maschinenformen müssen Anguss, Angussleisten, Anschnitte und Speiser sowie deren Dimensionierungen entsprechend der Anzeichnung am Modell, also per Hand, gesetzt und eventuell entformt werden.
Bei rotationssymmetrischen Gussteilen und bildsamen Formstoffen können Modellkosten durch Anwendung von Modellschablonen
gesenkt werden: Gießen von Glocken, Schiffspropellern, Scheiben, Rädern und ähnliches.
Kastenloses Handformen von Großguss erfolgt in Formgruben, dem sogenannten Herdguss.
Gründe für die Produktion in einer Handformerei können beispielsweise sein:
- geringe Stückzahl (Unikate, Klein- bzw. Kleinstserien)
- schwere Gussteile bis 400.000 kg und deren Dimensionen größer 2000 mm
- komplizierte Gussstücke, die auf Formanlagen nicht oder nicht wirtschaftlich produziert werden können.

Anwendungsbeispiele: Großguss aller Werkstoffe; 
Gießen von Turbinenlaufrädern, Gehäuse für Getriebe, Plastiken, sonstige Kunstgegenstände